# 日新薬品工業
日新薬品工業株式会社（にっしんやくひんこうぎょう、英: Nissin Pharmaceutical Industries Co., Ltd.）は滋賀県甲賀市甲賀町に本社を置く日本の医薬品メーカーである。

## 沿革
日新薬品工業の起源は、創業者大北正史の父、大北岩吉が明治期に始めた売薬業に遡る。大北岩吉は甲賀地域で売薬を広めた渡辺詮吾の弟子となって売薬を始め、積極的に販路の拡大を行ったほか、1914年（大正3年）には県の委嘱で九州・朝鮮へ薬業の視察も行った。岩吉の子、大北正史は薬学専門学校を卒業後、1926年（大正15年）に資本金2万円で日新製薬株式会社を設立した。日新製薬は、当時丸薬や粉末が主体であった剤形を錠剤に、名前もカナ書きの奇抜なものにするなどの新機軸を打ち出し、事業を拡大していった。しかし国家総動員法施行に伴う統制の強化により、滋賀県でも製薬会社が集約されることになり、1943年（昭和18年）、日新製薬を含む県下の売薬系製薬会社11社と個人業者が統合されて滋賀県製薬株式会社が設立された。
しかし戦後、統制が緩和された1947年（昭和22年）以降、滋賀県製薬株式会社から独立して起業する者が相次いだ。大北正史も独立し、1947年10月に資本金19万6千円で日新薬品工業を設立した。当初は「てりあか」の製造が主体であった。1960年（昭和35年）には殺虫剤「フライデス」（「ハエを殺す」の意）を農協向けに発売、家庭薬以外にも事業を拡げた。
- 1926年（大正15年） 日新製薬株式会社設立
- 1943年（昭和18年） 戦時統合により滋賀県製薬株式会社に統合
- 1947年（昭和22年） 滋賀県製薬株式会社から分離し日新薬品工業株式会社設立、代表取締役社長に大北正史が就任
- 1950年（昭和25年） 新社屋落成　本社を甲賀町田堵野924に移転
- 1956年（昭和31年） 丸五製薬株式会社を吸収合併
- 1962年（昭和37年） 大原製薬株式会社を吸収合併
- 1968年（昭和43年） 液剤製造棟竣工　チオタミンD製造開始
- 1978年（昭和53年） GMP工場竣工 付属建物全面改修
- 1982年（昭和57年） 大北祐吾が代表取締役社長に就任
- 1987年（昭和62年） 甲賀工場ならびに総合研究所を竣工 本社工場一階に内服固形剤自動ラインを新規増設
- 1989年（平成元年） 資本金1億2,000万円に増資
- 1992年（平成4年） 甲賀工場に第2次顆粒製剤棟及び製造設備を新設
- 1993年（平成5年） 米国ブリストル・マイヤーズ スクイブ社の認定工場として指定を受ける
- 1996年（平成8年） 甲賀工場に第3次固形製剤棟を新増設
- 1999年（平成11年） 甲賀工場液剤ライン増設及び物流倉庫の増築
- 2001年（平成13年） 大北正人　代表取締役社長に就任 甲賀工場増改築　本社工場製造部門を移転
- 2003年（平成15年） 東京営業所開設
- 2005年（平成17年） 本社新社屋落成、本社を甲賀町田堵野80-1に移転
- 2006年（平成18年） 新研究棟竣工
- 2008年（平成20年） 神戸R＆Dセンター開設[12]
- 2009年（平成21年） ㈱ニッシンヘルスを吸収合併。
- 2010年（平成22年） ASPION株式会社をM＆Aにて買収　100％子会社とする[13]

## 商品
- チオタミンD 忍【指定医薬部外品】
- トピックGX【指定第2類医薬品】
- トピックAZトローチ【第3類医薬品】